# Nazionale maschile under 18 di pallacanestro dell'Iraq
La nazionale di pallacanestro irachena Under-18 è una selezione giovanile della nazionale irachena di pallacanestro, ed è rappresentata dai migliori giocatori di nazionalità irachena di età non superiore ai 18 anni.
Partecipa a tutte le manifestazioni internazionali giovanili di pallacanestro per nazioni gestite dalla FIBA.

## Partecipazioni

### FIBA AsiaBasket Under-18
- 1978 -  3°
- 1989 - 7°
- 2010 - 10°
- 2014 - 13°
- 2016 - 9°